# Jean-Baptiste Arban
Joseph Jean Baptist Laurent Arban (Lyon, Francia, 28 de febrero de 1825 - París, Francia, 9 de abril de 1889) fue un cornetista, director de orquesta y pedagogo. Estuvo influenciado por la técnica virtuosa de Niccolò Paganini con el violín y realizó un intento de usar la corneta como un verdadero instrumento solista.

## Biografía
Joseph Jean Baptist Laurent Arban nació en Lyon (Francia) el 28 de febrero de 1825. Estudió trompeta  con François Dauverné en el Conservatorio Nacional Superior de Música y de Danza de París de 1841 a 1845. Fue nombrado profesor de saxhorno en la Escuela militar en 1857 y profesor de corneta en el Conservatorio de París en 1869, donde Merri Franquin se encontró entre sus alumnos. Publicó Grande méthode complète pour cornet à pistons et de saxhorn en París en 1864 y es todavía usado por los intérpretes modernos. Sus variaciones sobre el tema "Carnaval de Venecia" sigue siendo uno de los referentes para los solistas de corneta y trompeta modernos.
Arban, aparentemente realizó una grabación en cilindro de fonógrafo para Edison Co. poco antes de su muerte. Arban menciona esta grabación en un periódico de Finlandia, el Helsinki's Hufvudstadsbladet, (n.º 96, de 4-11-1890, página 2):

Entre los fonogramas uno debe ser mencionado: solista con una corneta de pistones, interpretado por el famoso virtuoso francés monsieur Arban llamado "Fanfare d'Edison".
Jean-Baptiste Arban, Helsinki's Hufvudstadsbladet, (nº 96, de 4-11-1890, página 2)

Falleció el 9 de abril de 1889 en París.